# I Am Not a Serial Killer (filme)
I Am Not a Serial Killer (no Brasil: Eu Não Sou Um Serial Killer) é um filme de suspense e terror psicológico irlando-britânico de 2016, dirigido por Billy Thomas O'Brien, adaptado do primeiro livro da série homônima de Dan Wells, publicado em 2009. O filme é estrelado por Max Records como John Cleaver, Christopher Lloyd como Crowley e Laura Fraser como April.